# Isola Haswell
L'isola Haswell è la più grande delle isole Haswell, situata al largo della costa dell'Antartide, a circa 3 chilometri (1,5 miglia nautiche) a nord della punta Mabus nella Terra della Regina Maria. Fu scoperta durante la spedizione Aurora dal Western Base Party guidata da Douglas Mawson che le diede questo nome in onore del professor William A. Haswell, uno zoologo dell'Università di Sydney e membro del comitato consultivo della spedizione.

## Fauna
L'isola è un sito unico per quasi tutte le specie di uccelli che nidificano nell'Antartide orientale, tra cui il petrello antartico, il fulmaro antartico, la procellaria del Capo, il petrello delle nevi, l'uccello delle tempeste di Wilson, lo stercorario di McCormick e il pinguino di Adelia. A sud-est dell'isola è insediata una grande colonia di pinguini imperatori che si riproducono sulla banchisa costiera.

## Conservazione
L'isola e l'adiacente colonia di pinguini imperatore sono protetti dal Trattato Antartico come Area Specialmente Protetta dell'Antartide (codice ASPA 127). Lo stesso sito di 500 ettari è stato designato come Important Bird and Biodiversity Area (area importante per uccelli e biodiversità) da BirdLife International. L'area ospita anche cinque specie di foche, compresa la foca di Ross.